# جرج راجر
جرج راجر (انگلیسی: George Rodger؛ ۱۹ مارس ۱۹۰۸ – ۲۴ ژوئیهٔ ۱۹۹۵) عکاس خبری اهل بریتانیا بود. عکس‌های وی از آفریقا، پایان جنگ جهانی دوم و اردوگاه کار اجباری برگن ـ بلزن شهرت بسیار دارند. وی همچنین یکی از اعضای مؤسس مگنوم فوتوز بود.